# Каирате
Каирате (итал. Cairate) је насеље у Италији у округу Варезе, региону Ломбардија.
Према процени из 2011. у насељу је живело 3357 становника. Насеље се налази на надморској висини од 274 м.

## Становништво
| 1936. | 1951. | 1961. | 1971. | 1981. | 1991. | 2001. | 2011. |
| ----- | ----- | ----- | ----- | ----- | ----- | ----- | ----- |
| 3.722 | 4.625 | 5.850 | 7.027 | 7.196 | 6.969 | 7.301 | 7.830 |